# De voetbalkampioen
De voetbalkampioen is het 26ste stripverhaal van Samson en Gert. De reeks werd getekend door striptekenaarsduo Wim Swerts & Jean-Pol. Danny Verbiest, Gert Verhulst en Hans Bourlon namen de scenario's voor hun rekening. De strips werden uitgegeven door Studio 100. Het stripalbum verscheen in 2001.

## Personages
In dit verhaal spelen de volgende personages mee:
- Samson
- Gert
- Alberto Vermicelli
- Burgemeester Modest
- Jeannine De Bolle
- Octaaf De Bolle
- Van Leemhuyzen
- Frieda Kroket
- Marlène

## Verhalen
Het album bevat de volgende twee verhalen:
1. De voetbalkampioen
Samson, Gert en al hun vrienden zijn aan het voetballen in de weiland van boer Teun. Gert bemerkt dat hij over uitzonderlijke voetbalkwaliteiten beschikt. De manager van de Oranje Duivels merkt de balvaardigheid van Gert op en biedt hem een plaats aan in zijn team. Maar één speler is daar niet van gediend en probeert Gert uit te schakelen.
2. Lila Lololo
De bevallige zangeres Lila Lololo is op bezoek in het dorp maar wil niet gestoord worden. De burgemeester tracht de nieuwsgierige fans op afstand te houden. Lila begeeft zich vermomd onder het gewone volk, die niets in de gaten hebben.

## Trivia
- In "De voetbalkampioen" zitten Mevrouw Jeannine en Frieda samen op een bankje. In de televisieserie hebben zij nooit samen in een aflevering gespeeld.
- In "De voetbalkampioen" is er een speler met de naam Miel Penzah. Dit verwijst natuurlijk naar de voetballer Émile Mpenza.
- Op pagina 1 van de strip staat eerst "Lila Lololo" vermeld, en als tweede "De voetbalkampioen", maar in de strip is dit verwisseld.
- De strip "Lila Lololo" is een variant op de aflevering "Wendy" uit 2002.